# Linnamäe
Linnamäe – wieś w Estonii, w prowincji Lääne, w gminie Lääne-Nigula, do 2013 ośrodek administracyjny gminy Oru. Wieś zamieszkują 389 osoby (2011).